# 아나톨리 파르표노프
아나톨리 이바노비치 파르표노프(러시아어: Анато́лий Ива́нович Парфёнов, 1925년 11월 17일~1993년 1월 28일)는 소련과 러시아의 레슬링 선수, 지도자이다. 1956년 하계 올림픽 그레코로만형 헤비급 금메달을 획득했다.